# Ivan Martynovič Koval'skij
Ivan Martynovič Koval'skij, in russo Иван Мартынович Ковальский? (Sobolevka, 1850 – Odessa, 14 agosto 1878), è stato un rivoluzionario russo.

## Biografia
Figlio di un prete, Ivan Koval'skij nacque nel villaggio di Sobolevka, in Ucraina. Dopo il seminario, nel 1869 s'iscrisse nell'Università di Novorossijsk, che dovette lasciare per non poterne pagare la retta. Lavorò allora come correttore di bozze nel «Nikolaevskij Vestnik» e poi collaborò alle «Otečestvennye Zapiski», all'«Odesskij Vestnik» e alla «Novorossijskie Vedomosti».
Cominciò a svolgere propaganda anti-zarista tra le sette religiose degli stundisti e dei molokani della regione di Nikolaev, sperando di portarli su posizioni rivoluzionarie. Arrestato con Jurkovskij il 30 settembre 1874, fu rilasciato su cauzione nell'aprile del 1875, prima che si celebrasse il «processo dei 193», e si trasferì sotto falso nome a Odessa. «Severissimo verso se stesso», ascetico, incapace di adattarsi alla vita quotidiana, Koval'skij formò un gruppo d'ispirazione neo-giacobina con Nikolaj Vitaševskij, Elizaveta Južakova, Galina Černjavskaja, Vladislav Svityč e pochi altri, in contatto con il «Nabat» di Tkacëv.
Creata una tipografia, stamparono l'appello La voce delle persone oneste. L'occasione era stata data dalla recente esecuzione di un criminale comune. Se questi aveva meritato la sua pena - era scritto - ancor più la meritava chi opprimeva il popolo. Quest'appello al terrorismo era puramente teorico, dal momento che il gruppo non si era preparato per la lotta armata. Tuttavia, il gruppo riteneva che «l'atmosfera rivoluzionaria s'è maturata a tal punto da far sì che le nostre parole e i nostri pensieri si trasformino in azioni».
Quando i gendarmi, il 10 febbraio 1878, fecero irruzione nell'abitazione del gruppo clandestino, Koval'skij mise in pratica le sue idee, sparando e difendendosi con un pugnale. Arrestati, furono processati dal tribunale militare di Odessa. Davanti all'edificio del tribunale, si svolse una violenta protesta, durante la quale la polizia uccise due manifestanti. Il 5 agosto fu emessa la sentenza di condanna a morte per Koval'skij, che fu fucilato il successivo 14 agosto. I suoi compagni furono condannati a vari anni di lavori forzati e all'esilio in Siberia.
La resistenza armata di Koval'skij ebbe grande risonanza. Nella storia del movimento rivoluzionario russo rappresenta l'episodio simbolo del passaggio dalla pura propaganda all'azione armata contro il regime. Come commentò allora Klemenc, «è l'agitazione per il fatto che accompagna ormai la propaganda orale e stampata».